# Alfa Romeo Vivace
De Alfa Romeo Vivace is een conceptauto van het Italiaanse autohuis Alfa Romeo uit 1986. De Vivace werd ontworpen door Pininfarina. Twee carrosserievarianten werden gemaakt, een Spider en een coupé. Twee houten studiemodellen werden gepresenteerd op de Autosalon van Turijn in 1986.
Het idee achter het studiemodel was om uitwisselbaarheid tussen plaatwerkdelen te creëren tussen de Spider en de Coupé. Bijna tien jaar later werd dit idee toegepast op de Alfa Romeo 916 Spider en de Alfa Romeo GTV. Het ontwerp van de neus zag men later in de Alfa Romeo 164 terugkomen.